# Psycho Circus
Psycho Circus – osiemnasty album studyjny amerykańskiej grupy rockowej KISS nagrany w oryginalnym składzie zespołu z 1972 roku (po chwilowej reaktywacji starego składu). Został wydany we wrześniu 1998 roku.

## Lista utworów
1. Psycho Circus (5:30)
2. Within (5:10)
3. I Pledge Alliegance to the State of Rock N' Roll (3:32)
4. Into The Void (4:22)
5. We Are One (4:41)
6. You Wanted the Best (4:15)
7. Raise You Glasses (4:14)
8. I Finally Found My Way (3:40)
9. Dreamin' (4:12)
10. Journey Of 1.000 Years (4:47)
11. In Your Face (dodatkowy utwór na wydaniu japońskim)

## Informacje

### Skład
- Gene Simmons – bas, rytmiczna gitara, wokal
- Paul Stanley – gitara rytmiczna, gitara prowadząca, wokal
- Ace Frehley – gitara prowadząca (zatwierdzono, lecz gra solówki tylko w "Into the Void" i "You Wanted the Best"), wokal w "Into the Void", "You Wanted the Best" i "In Your Face".
- Peter Criss – perkusja (zatwierdzono, lecz gra tylko w "Into the Void")

### Gościnnie (nie zatwierdzono ich działalności na albumie)
- Tommy Thayer – gitara prowadząca
- Shelly Berg – pianino w "I Finally Found My Way" i "Journey of 1,000 Years"
- Kevin Valentine – perkusja (we wszystkich utworach oprócz "Into the Void")